# Pure Shores
Pure Shores е шестият сингъл на британската поп група „Ол Сейнтс“. Издаден е на 14 февруари 2000 година и се превръща във втората най-продавана песен след Never Ever от 1997 година. Той е четвъртият им номер едно хит във Обединеното кралство, а също така и първият им и единствен номер едно хит в Ирландия. Песента е част от саундтрака на филма „Плажът“ с Леонардо ди Каприо. Във Великобритания сингълът има реализирани продажби от над 720 хиляди копия.

## Списък

### CD 1 и касета
1. Pure Shores – 4:27
2. If You Don't Know What I Know – 4:36
3. Pure Shores (The Beach Life Mix) – 4:31

### CD 2
1. Pure Shores (оригинален mix) – 4:27
2. Pure Shores (2 Da Beach U Don't Stop Remix) – 5:01
3. Pure Shores (Cosmos Remix) – 3:40

### CD макси сингъл
1. Pure Shores – 4:27
2. If You Don't Know What I Know – 4:36
3. Pure Shores (The Beach Life Mix) – 4:31
4. Pure Shores (2 Da Beach U Don't Stop Remix) – 5:01